# Grijze populierenvouwmot
De grijze populierenvouwmot (Phyllonorycter populifoliella) is een vlinder uit de familie mineermotten (Gracillariidae). De wetenschappelijke naam is voor het eerst geldig gepubliceerd in 1833 door Treitschke.
De soort komt voor in Europa.